# Little Cawthorpe
Little Cawthorpe est une paroisse civile et un village du Lincolnshire, en Angleterre.